# Град (Брус)
Град је насеље у Србији у општини Брус у Расинском округу. Према попису из 2022. било је 51 становника. Град се налази на обронцима планине Копаоник, у непосредној близини су остаци средњовековне тврђаве Козник, која се налази под заштитом републике Србије као споменик културе од великог значаја.

## Демографија
У насељу Град живи 79 пунолетних становника, а просечна старост становништва износи 39,8 година (35,3 код мушкараца и 44,7 код жена). У насељу има 25 домаћинстава, а просечан број чланова по домаћинству је 3,88.
Ово насеље је у потпуности насељено Србима (према попису из 2002. године).
|             | \| Демографија[1] \| Демографија[1] \| Демографија[1] \| \| Година \| Становника \| Становника \| \| -------------- \| -------------- \| -------------- \| \| 1948. \| 156 \| \| \| 1953. \| 168 \| \| \| 1961. \| 148 \| \| \| 1971. \| 149 \| \| \| 1981. \| 133 \| \| \| 1991. \| 97 \| 97 \| \| 2002. \| 97 \| 97 \| \| 2011. \| 80 \| \| |            |
| Демографија | |            |
| Година      | Становника | Становника |
| 1948.       | 156 |            |
| 1953.       | 168 |            |
| 1961.       | 148 |            |
| 1971.       | 149 |            |
| 1981.       | 133 |            |
| 1991.       | 97 | 97         |
| 2002.       | 97 | 97         |
| 2011.       | 80 |            |

| Етнички састав према попису из 2002.‍ | Етнички састав према попису из 2002.‍ | Етнички састав према попису из 2002.‍ | Етнички састав према попису из 2002.‍ | Етнички састав према попису из 2002.‍ |
| ------------------------------------ | ------------------------------------ | ------------------------------------ | ------------------------------------ | ------------------------------------ |
|                                      |                                      |                                      |                                      |                                      |
| Срби                                 | Срби                                 |                                      | 97                                   | 100,0%                               |
| непознато                            | непознато                            |                                      | 0                                    | 0,0%                                 |

| Година пописа     | 1948. | 1953. | 1961. | 1971. | 1981. | 1991. | 2002. |
| ----------------- | ----- | ----- | ----- | ----- | ----- | ----- | ----- |
| Број домаћинстава | 26    | 26    | 23    | 24    | 25    | 25    | 25    |

| Број чланова      | 1 | 2 | 3 | 4 | 5 | 6 | 7 | 8 | 9 | 10 и више | Просек |
| ----------------- | - | - | - | - | - | - | - | - | - | --------- | ------ |
| Број домаћинстава | 1 | 6 | 4 | 4 | 6 | 3 | 0 | 1 | 0 | 0         | 3,88   |

| Пол    | Укупно | Неожењен/Неудата | Ожењен/Удата | Удовац/Удовица | Разведен/Разведена | Непознато |
| ------ | ------ | ---------------- | ------------ | -------------- | ------------------ | --------- |
| Мушки  | 41     | 15               | 26           | 0              | 0                  | 0         |
| Женски | 40     | 3                | 26           | 11             | 0                  | 0         |
| УКУПНО | 81     | 18               | 52           | 11             | 0                  | 0         |

| Пол    | Укупно                    | Пољопривреда, лов и шумарство | Рибарство                            | Вађење руде и камена | Прерађивачка индустрија       |
| ------ | ------------------------- | ----------------------------- | ------------------------------------ | -------------------- | ----------------------------- |
| Мушки  | 31                        | 27                            | 0                                    | 0                    | 2                             |
| Женски | 18                        | 17                            | 0                                    | 0                    | 0                             |
| УКУПНО | 49                        | 44                            | 0                                    | 0                    | 2                             |
| Пол    | Производња и снабдевање   | Грађевинарство                | Трговина                             | Хотели и ресторани   | Саобраћај, складиштење и везе |
| Мушки  | 0                         | 0                             | 1                                    | 1                    | 0                             |
| Женски | 0                         | 0                             | 1                                    | 0                    | 0                             |
| УКУПНО | 0                         | 0                             | 2                                    | 1                    | 0                             |
| Пол    | Финансијско посредовање   | Некретнине                    | Државна управа и одбрана             | Образовање           | Здравствени и социјални рад   |
| Мушки  | 0                         | 0                             | 0                                    | 0                    | 0                             |
| Женски | 0                         | 0                             | 0                                    | 0                    | 0                             |
| УКУПНО | 0                         | 0                             | 0                                    | 0                    | 0                             |
| Пол    | Остале услужне активности | Приватна домаћинства          | Екстериторијалне организације и тела | Непознато            | Непознато                     |
| Мушки  | 0                         | 0                             | 0                                    | 0                    | 0                             |
| Женски | 0                         | 0                             | 0                                    | 0                    | 0                             |
| УКУПНО | 0                         | 0                             | 0                                    | 0                    | 0                             |

## Галерија
- Брдо Космаче (965)[4] изнад Града и Козник
- Улазна кула и Донжон кула у Кознику

## Напомена
1. ↑  Село Град је разбијеног типа, висина од 835 метара нмв. представља средњу висину (Према карти Војно-географског института 1:25 000 580-2-2 Плеш, из 1992. године).